# Liste der Bodendenkmale in Berge (Niedersachsen)
In der Liste der Bodendenkmale in Berge (Niedersachsen) sind die Bodendenkmale der niedersächsischen Gemeinde Berge (Niedersachsen) aufgeführt. Die Quelle ist der Denkmalatlas Niedersachsen.
- Bitte beachten Sie, dass diese Liste keinen Anspruch auf Vollständigkeit erhebt.
- Die Angaben ersetzen nicht die rechtsverbindliche Auskunft der zuständigen Denkmalschutzbehörde.
- Es sind nur Daten aus dem Denkmalatlas verarbeitet.
- Der Stand der Liste ist der 8. Mai 2025.

Berge im Landkreis Osnabrück

## Allgemein
In den Spalten finden sich folgende Informationen des Bodendenkmales:
| Lage         | geographische Koordinaten                                                           |
| Bezeichnung  | Bezeichnung lt. Denkmalatlas                                                        |
| Beschreibung | Beschreibung lt. Denkmalatlas                                                       |
| ID           | Objekt-ID                                                                           |
| Bild         | Bild, ggf. zusätzlich mit Link zu weiteren Fotos im Medienarchiv Wikimedia Commons. |

## Berge
| Lage                        | Bezeichnung         | Beschreibung | ID       | Bild |
| --------------------------- | ------------------- | --- | -------- | ---- |
| 52° 37′ 29″ N, 7° 44′ 31″ O | Berge 3, Grabhügel  | Durchmesser ca. 15 m und Höhe ca. 1,7 m. Rund. Wird seit Jahren als Bühne insbesondere für die Kapelle des Schützenvereins benutzt. Kuppe anscheinend planiert und nivelliert. 6 Betonsockel, jeweils mit einem Stahlrohr sind einbetoniert worden. An der S-Flanke eine Straßenlaterne installiert. Im O 2 m angeschüttet. Im N und W von Natursteinmauer eingefasst, im NO Rampe (ähnlich oder gleich ehemaliger Hügeloberfläche?). | 28946155 | BW   |
| 52° 37′ 19″ N, 7° 43′ 41″ O | Berge 4, Grabhügel  | Durchmesser ca. 16 m und Höhe ca. 1,8 m. Rund. Rand abgesetzt. Kuppenmulde. | 28946154 | BW   |
| 52° 37′ 31″ N, 7° 44′ 33″ O | Berge 6, Grabhügel  | Durchmesser ca. 10 m und Höhe ca. 0,7 m. Rund. Rand auslaufend. Kuppenmulde. | 28946153 | BW   |
| 52° 36′ 25″ N, 7° 44′ 50″ O | Berge 9, Grabhügel  | Durchmesser ca. 13 m und Höhe ca. 2 m. Rund. Steile Böschungen. Rand sehr gut abgesetzt. Kuppenmulde von 4 m Dm., am südl. Hügelfuß Eingrabung, Tierbaue. | 28946152 | BW   |
| 52° 36′ 24″ N, 7° 44′ 51″ O | Berge 10, Grabhügel | Durchmesser ca. 18 m und Höhe ca. 2,3 m. Rund. Rand abgesetzt. Östl. Hügelrand steil nach O abfallend. | 28946151 | BW   |
| 52° 36′ 25″ N, 7° 44′ 49″ O | Berge 11, Grabhügel | Größe ca. 13 × 8 m und Höhe ca. 1,2 m. Oval. Im SW zu ca. 1/4 abgetragen. Rand gut abgesetzt. | 28946150 | BW   |
| 52° 36′ 12″ N, 7° 45′ 19″ O | Berge 12, Grabhügel | Durchmesser ca. 10 m und Höhe ca. 1,2 m. Rund. Im südöstl. und nordöstl. Bereich durch Sandentnahme beschädigt. | 28946149 | BW   |
| 52° 36′ 5″ N, 7° 44′ 35″ O  | Berge 13, Grabhügel | Durchmesser ca. 17 m und Höhe ca. 1,5 m. Rund. Dm. 17 m; H. 1,5 m. In der Hügelkuppe zwei Mulden von 5 × 5 bzw. 4 × 4 m. | 28946148 | BW   |
| 52° 36′ 3″ N, 7° 44′ 11″ O  | Berge 14, Grabhügel | Durchmesser ca. 13 m und Höhe ca. 1,5 m. Rund. Rand abgesetzt. Am westl. Rand Sandentnahmestelle. | 28946147 | BW   |
| 52° 36′ 2″ N, 7° 44′ 11″ O  | Berge 15, Grabhügel | Durchmesser ca. 17 m und Höhe ca. 1 m. Obertägig gestört, östl. Seite abgetragen. Nach W flach auslaufend. | 28946146 | BW   |
| 52° 35′ 57″ N, 7° 44′ 19″ O | Berge 16, Grabhügel | Durchmesser ca. 17 m und Höhe ca. 1,8 m. Rund. Rand abgesetzt. Kuppenmulde, Tierbaue. | 28946145 | BW   |
| 52° 35′ 51″ N, 7° 43′ 30″ O | Berge 19, Grabhügel | Durchmesser ca. 9 m und Höhe ca. 1 m. Rund. Rand gut abgesetzt. Kuppenmulde. | 28946051 | BW   |
| 52° 35′ 43″ N, 7° 45′ 21″ O | Berge 21, Grabhügel | Durchmesser ca. 14 m und Höhe ca. 1,3 m. Rund. Rand abgesetzt. Flache Kuppenmulde. | 28946050 | BW   |
| 52° 35′ 48″ N, 7° 45′ 20″ O | Berge 22, Grabhügel | Durchmesser ca. 20 m und Höhe ca. 1,5 m. Rund.Flache Kuppenmulde von 6 × 6 m. | 28946049 | BW   |
| 52° 35′ 45″ N, 7° 45′ 25″ O | Berge 23, Grabhügel | Durchmesser ca. 17 m und Höhe ca. 1,1 m. Rund. Rand abgesetzt. Flache Kuppenmulde sowie weitere Eingrabungen. | 28946048 | BW   |
| 52° 35′ 47″ N, 7° 45′ 29″ O | Berge 24, Grabhügel | Durchmesser ca. 20 m und Höhe ca. 1,6 m. Rund. Rand abgesetzt. Flache Kuppenmulde. Östl. Bereich stark gestört durch flache Abtragung. | 28946047 | BW   |
| 52° 35′ 55″ N, 7° 44′ 18″ O | Berge 34, Grabhügel | Durchmesser ca. 18 m und Höhe ca. 1,2 m. Annähernd rund. Von Pflanzfurchen überzogen, Tierbaue. | 28951362 | BW   |

## Börstel
| Lage                        | Bezeichnung              | Beschreibung | ID       | Bild           |
| --------------------------- | ------------------------ | --- | -------- | -------------- |
| 52° 38′ 23″ N, 7° 41′ 18″ O | Börstel 1, Großsteingrab | De Smäe (Die Schmiede). Erheblich beschädigte Steinkammer, ungefähr in O-W-Richtung. Der Träger der westlichen Schmalseite und die beiden anschließenden Tragsteine des ersten Joches stehen in situ. Zwischen ihnen liegt der hineingefallene Deckstein von 2,2 m Länge, 2 m Breite und mindestens 0,8 m Dicke. Neben ihm ein weiterer Deckstein. Der östliche Schmalseitenträger auch in situ, desgleichen der anschließende Tragstein der nördlichen Langseite, von der ein weiterer Träger in der Mitte zwar erhalten, aber nach außen umgefallen ist. Auf der südlichen Langseite sind noch zwei Träger zu sehen, einer in situ, der andere gefallen. | 28946046 | Weitere Bilder |
| 52° 38′ 28″ N, 7° 41′ 35″ O | Börstel 31, Grabhügel    | Durchmesser ca. 25 m und Höhe ca. 1,5 m. Rund. Flach auslaufend. | 28946045 | BW             |
| 52° 38′ 42″ N, 7° 41′ 50″ O | Börstel 35, Grabhügel    | Durchmesser ca. 14 m und Höhe ca. 0,8 m. Rund. Flach auslaufend. In der Kuppe eine Mulde. | 28946044 | BW             |
| 52° 38′ 42″ N, 7° 41′ 49″ O | Börstel 36, Grabhügel    | Durchmesser ca. 15 m und Höhe ca. 0,8 m. Rund. Rand im N gut abgesetzt, sonst flach auslaufend. In der Kuppe eine Mulde. | 28946043 | BW             |
| 52° 38′ 43″ N, 7° 41′ 49″ O | Börstel 37, Grabhügel    | Durchmesser ca. 8 m und Höhe ca. 0,3 m. Rund. Rand nach W gut abgesetzt, sonst flach auslaufend. In der Kuppe eine Mulde. | 28946042 | BW             |
| 52° 38′ 52″ N, 7° 42′ 23″ O | Börstel 40, Grabhügel    | Durchmesser ca. 12 m und Höhe ca. 1 m. Annähernd rund. Rand abgesetzt. | 28946041 | BW             |
| 52° 38′ 52″ N, 7° 42′ 24″ O | Börstel 41, Grabhügel    | Durchmesser ca. 13 m und Höhe ca. 0,8 m. Rund. Rand abgesetzt. | 28946040 | BW             |
| 52° 38′ 53″ N, 7° 42′ 25″ O | Börstel 42, Grabhügel    | Größe ca. 12 × 9 m und Höhe ca. 0,4 m. Rundoval. Flach auslaufend. In der Kuppe eine flache Mulde. | 28946039 | BW             |
| 52° 38′ 53″ N, 7° 42′ 27″ O | Börstel 43, Grabhügel    | Durchmesser ca. 16 m und Höhe ca. 1 m. Rund. Rand gut abgesetzt. In Kuppe eine Mulde. | 28946038 | BW             |
| 52° 38′ 54″ N, 7° 42′ 29″ O | Börstel 44, Grabhügel    | Durchmesser ca. 18 m und Höhe ca. 1,2 m. Rund. Rand abgesetzt. Ausgeprägte Mulde im Zentrum sowie kleinere Einkuhlungen in den Randbereichen. | 28946037 | BW             |

## Grafeld
| Lage                        | Bezeichnung           | Beschreibung                                                                                                   | ID       | Bild |
| --------------------------- | --------------------- | --- | -------- | ---- |
| 52° 36′ 54″ N, 7° 41′ 43″ O | Grafeld 1, Grabhügel  | Durchmesser ca. 8 m und Höhe ca. 0,4 m. Rund. Rand schwach abgesetzt.                                          | 28946036 | BW   |
| 52° 36′ 53″ N, 7° 41′ 43″ O | Grafeld 2, Grabhügel  | Durchmesser ca. 15 m und Höhe ca. 1,5 m. Rund.                                                                 | 28946035 | BW   |
| 52° 36′ 53″ N, 7° 41′ 43″ O | Grafeld 3, Grabhügel  | Durchmesser ca. 15 m und Höhe ca. 1,5 m. Rund.                                                                 | 28946033 | BW   |
| 52° 37′ 45″ N, 7° 41′ 51″ O | Grafeld 4, Grabhügel  | Durchmesser ca. 18 m und Höhe ca. 1,9 m. Rund. Rand schlecht abgesetzt. Kuppenmulde.                           | 28946032 | BW   |
| 52° 37′ 0″ N, 7° 41′ 43″ O  | Grafeld 5, Grabhügel  | Durchmesser ca. 20 m und Höhe ca. 2,1 m. Rund. Randbereiche durch Rodung und Pflanzungsfurchen leicht gestört. | 28946031 | BW   |
| 52° 36′ 54″ N, 7° 41′ 43″ O | Grafeld 18, Grabhügel | Durchmesser ca. 10 m und Höhe ca. 0,4 m. Rund. Rand nicht abgesetzt.                                           | 28946026 | BW   |

### Grafeld 6
- ID: 28946030
- Grabhügelfeld mit 18 gut erhaltenen Grabhügeln. Hügel-Dm. 4 – 15 m; H. 0,2 – 2,0 m. Pflanzfurchen überziehen das Grabhügelfeld in ca. NW-SO-Ausrichtung.

| Lage                        | Bezeichnung | Beschreibung | ID       | Bild |
| --------------------------- | ----------- | --- | -------- | ---- |
| 52° 37′ 44″ N, 7° 41′ 47″ O | Grafeld 6   | Durchmesser ca. 5 m und Höhe ca. 0,4 m. Rund. Rand flach auslaufend. Gut erhalten.                                | 28946029 | BW   |
| 52° 37′ 43″ N, 7° 41′ 47″ O | Grafeld 7   | Durchmesser ca. 7 m und Höhe ca. 0,6 m. Rund. Rand flach auslaufend.                                              | 28946028 | BW   |
| 52° 37′ 42″ N, 7° 41′ 47″ O | Grafeld 8   | Durchmesser ca. 7 m und Höhe ca. 0,5 m. Rund. Rand flach auslaufend.                                              | 28946027 | BW   |
| 52° 37′ 35″ N, 7° 41′ 40″ O | Grafeld 30  | Durchmesser ca. 15 m und Höhe ca. 2 m. Rund. Einkuhlungen.                                                        | 28946025 | BW   |
| 52° 37′ 36″ N, 7° 41′ 41″ O | Grafeld 31  | Größe ca. 12 × 6 m und Höhe ca. 0,6 m. Oval. O-W orientiert.                                                      | 28946024 | BW   |
| 52° 37′ 37″ N, 7° 41′ 44″ O | Grafeld 32  | Durchmesser ca. 13 m und Höhe ca. 1,2 m. Rund.                                                                    | 28946023 | BW   |
| 52° 37′ 37″ N, 7° 41′ 44″ O | Grafeld 33  | Durchmesser ca. 15 m und Höhe ca. 1,5 m. Rund. Rand abgesetzt.                                                    | 28946022 | BW   |
| 52° 37′ 37″ N, 7° 41′ 43″ O | Grafeld 34  | Durchmesser ca. 5 m und Höhe ca. 0,3 m. Fast rund.                                                                | 28946021 | BW   |
| 52° 37′ 38″ N, 7° 41′ 42″ O | Grafeld 35  | Durchmesser ca. 7 m und Höhe ca. 0,4 m. Annähernd rund.                                                           | 28946020 | BW   |
| 52° 37′ 37″ N, 7° 41′ 46″ O | Grafeld 36  | Durchmesser ca. 15 m und Höhe ca. 1 m. Rund. Im Zentrum tiefgreifende Eingrabung, die sich bis zum NO-Rand zieht. | 28945925 | BW   |
| 52° 37′ 39″ N, 7° 41′ 45″ O | Grafeld 37  | Durchmesser ca. 6 m und Höhe ca. 0,4 m. Rund.                                                                     | 28945924 | BW   |
| 52° 37′ 39″ N, 7° 41′ 45″ O | Grafeld 38  | Durchmesser ca. 6 m und Höhe ca. 0,4 m. Rund.                                                                     | 28945923 | BW   |
| 52° 37′ 39″ N, 7° 41′ 44″ O | Grafeld 39  | Durchmesser ca. 5 m und Höhe ca. 0,3 m. Annähernd rund.                                                           | 28945922 | BW   |
| 52° 37′ 39″ N, 7° 41′ 43″ O | Grafeld 40  | Durchmesser ca. 5 m und Höhe ca. 0,3 m. Rund.                                                                     | 28945921 | BW   |
| 52° 37′ 39″ N, 7° 41′ 43″ O | Grafeld 41  | Durchmesser ca. 5 m und Höhe ca. 0,3 m. Fast rund.                                                                | 28945920 | BW   |
| 52° 37′ 40″ N, 7° 41′ 45″ O | Grafeld 42  | Durchmesser ca. 4 m und Höhe ca. 0,2 m. Annähernd rund.                                                           | 28945919 | BW   |
| 52° 37′ 41″ N, 7° 41′ 44″ O | Grafeld 43  | Durchmesser ca. 7 m und Höhe ca. 0,4 m. Rund. Flache Kuppenmulde.                                                 | 28945918 | BW   |
| 52° 37′ 42″ N, 7° 41′ 46″ O | Grafeld 44  | Durchmesser ca. 6 m und Höhe ca. 0,3 m. Rund.                                                                     | 28945917 | BW   |

## Hekese
| Lage                        | Bezeichnung             | Beschreibung | ID       | Bild           |
| --------------------------- | ----------------------- | --- | -------- | -------------- |
| 52° 35′ 24″ N, 7° 46′ 42″ O | Hekese 1, Großsteingrab | E. Sprockhoff beschrieb das Großsteingrab bei seiner Aufnahme 1926 als NW-SO orientierte Steinkammer in verhältnismäßig guter Erhaltung. Von den Trägern stehen die meisten in situ, die beiden Steine der Schmalseiten, sieben von neun vorhandenen Trägern der nordöstlichen Langseite, fünf von ebenfalls neun der südwestlichen Langseite. Während die nordöstliche Langseite vollzählig sein dürfte, scheint gegenüber ein Stein zu fehlen, und zwar der fünfte Träger von N her gezählt. Von ursprünglich neun Decksteinen sind sieben vorhanden, jedoch bis auf einen noch aufliegenden in die Kammer gestürzt. Der größte Deckstein liegt in der Mitte, wohl über dem alten Eingang, er ist geborsten. Die lichte Weite der Kammer beträgt 19 × 3,5 m am SO-Ende und 2,7 m am NO-Ende. (Sprockhoff-Nr. 883)                    | 28954656 | Weitere Bilder |
| 52° 35′ 23″ N, 7° 46′ 45″ O | Hekese 2, Großsteingrab | E. Sprockhoff beschrieb das Großsteingrab bei seiner Aufnahme 1926 als verhältnismäßig gut erhaltene NW-SO orientierte Steinkammer. Der Träger der nordwestlichen Schmalseite ist nach außen gefallen. Von den neun Tragsteinen der nordöstlichen Langseite stehen nur noch wenige in ihrer ursprünglichen Stellung, einer fehlt. Fünf stehen noch, sonst nach außen gekippt. Der südöstliche Abschlussstein ist in situ. An der südwestlichen Langwand sind elf Tragsteine zu bemerken, wiederum einige in situ, die den Anhalt zur Rekonstruktion liefern, die einen Eingang ungefähr in der Mitte dieser Seite annimmt. Mit neun in die Kammer gestürzten Decksteinen sind alle vorhanden. Die lichte Weite der Kammer beträgt 20 m × 3 m in der Mitte. Zum südöstlichen Ende wird sie schmäler bis auf 2,6 m. (Sprockhoff-Nr. 884) | 28945916 | Weitere Bilder |
| 52° 35′ 46″ N, 7° 45′ 42″ O | Hekese 3, Grabhügel     | Durchmesser ca. 16 m und Höhe ca. 1,5 m. Rund. Kleine Kuppenmulde, Rand abgesetzt, am nordwestl. Hügelfuß grabenartige Vertiefung. | 28945915 | BW             |